# Brouwerij Amelot
Brouwerij Amelot was vroeger de grootste brouwerij van de Oost-Vlaamse gemeente Zele. Aanvankelijk noemde men ze Brouwerij Landuyt, naar de stichter Louis Landuyt (ca. 1789 – Geraardsbergen, 28 december 1849).

## Geschiedenis

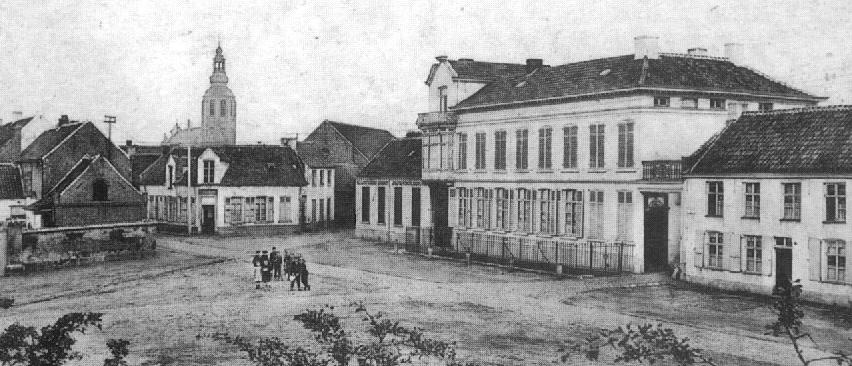
De brouwerij op de Zandberg in Zele, begin twintigste eeuw

De brouwerij stond aan de Zandberg in Zele en werd opgericht in 1818 door Louis Landuyt en zijn schoonvader, brouwer Joseph Matthijs. Via het huwelijk van Louis' dochter Elise (Zele, 30 juli 1834 – Gent, 29 december 1892) met Pierre Jacques Aimé Amelot (Zingem, 23 maart 1823 – Gent, 29 november 1905) kwam de brouwerij in handen van de familie Amelot. Rond de eeuwwisseling werd de brouwerij uitgebaat door Louis' kleinzoon René Amelot (Gent, 8 mei 1869 – Zele, 21 april 1947), die het bedrijf in 1901 de naam "Brasserie-Malterie La Cloche" of "De Klok" gaf. René Amelot was de broer van Alfred Amelot, die 68 jaar burgemeester was van Zingem.
Rond 1908 werd de brouwerij gemoderniseerd en werd de brouwerswoning uitgebreid. In 1930 werd de brouwerij uitgebreid met enkele nieuwe gebouwen en in 1946 werd onder bestuur van de broers Marcel en Jean Amelot de moderne torenbrouwerij achter de oude brouwerijgebouwen opgetrokken. De brouwerij sloot in 1968 de deuren en werd in 1969 ontmanteld, om daarna volledig afgebroken te worden. Vandaag de dag blijft enkel nog de statige brouwerswoning over.
De volgende biersoorten werden in Zele gebrouwen: Oude Landuyt (genoemd naar de stichter Louis Landuyt), Super, Zelia, Tavia, Bruna, Blonda en een faro.